# O Amor É Nosso
O Amor É Nosso! é uma telenovela brasileira produzida e exibida pela TV Globo de 27 de abril a 24 de outubro de 1981, em 155 capítulos. Substituiu Plumas e Paetês e foi substituída por Jogo da Vida, sendo a 27ª "novela das sete" exibida pela emissora.
Escrita por Wilson Aguiar Filho e Roberto Freire até o capítulo 75 e, posteriormente, por Walther Negrão, sob direção de Jorge Fernando e Mario Márcio Bandarra e direção geral de Gonzaga Blota e Carlos Zara.
Contou com as atuações de Fábio Júnior, Myrian Rios, Tônia Carrero, Walmor Chagas, Pepita Rodrigues, Jorge Dória, Stepan Nercessian e Stênio Garcia.

## Enredo
"O Amor é Nosso!" conta a história de Pedro, um jovem que sonha em ascender e ser reconhecido no mundo da música. Ele tem uma relação conflituosa e cheia de atritos com o pai, Celso, um homem rude e seco que desdenha de sua escolha profissional. No entanto, ele acaba descobrindo que seu irmão Cláudio acabou roubando sua namorada, Selma.
Selma é a típica alpinista social. Selma viu que ao lado de Pedro, aparentemente um jovem sonhador que tinha um sonho muito alto de chegar ao estrelato no mundo da música, poder prosperar e no mundo da música era meio impossível e como ela via mais futuro ao lado de Cláudio, que para ela, era um jovem mais promissor com a mente mais voltada para planos mais tangíveis, Selma acabou trocando Pedro por Cláudio e o irmão do protagonista consequentemente acabou roubando a namorada do próprio irmão.
Com todos os conflitos em casa com a família e essas mágoas, Pedro acaba saindo de casa e indo morar em uma república estudantil no Rio de Janeiro. No Rio, o caminho de Pedro encontra o de Gilda. Gilda já foi uma mulher muito rica e hoje leva uma vida estável dona de uma agência de eventos e é ela quem vai abrir muitas portas para Pedro. Na república onde moram outros jovens, Pedro conhece os irmãos Nina e Bruno. Bruno é músico e compositor e com Pedro acabam formando uma parceria profissional. As coisas entram em conflito para Bruno quando ele se vê em dois caminhos: escolher entre a amizade e a parceria profissional com Pedro e aceitar o romance do amigo com a irmã, já que Pedro e Nina acabam se envolvendo e isso desperta ciúmes no rapaz.
A trama paralela que também chama a atenção é a história do padre Leonardo. Padre Léo é muito simpático e à frente de seu tempo, mas sempre colocando sua fé em primeiro lugar. Ele está empenhado em ajudar os jovens fazendo atividades de caridade que os atraem. Porém, a vida do Padre Léo fica muito agitada quando a jovem Cintia, uma grande amiga dele, desaparece misteriosamente sem mais nem menos. A família da jovem então não hesita em acusar o padre de que o desaparecimento da jovem é culpa dele uma vez que ambos estavam sempre juntos e conversando, deixando a trama com clima policial.

## Elenco
| Interprete              | Personagem                |
| ----------------------- | ------------------------- |
| Fábio Júnior            | Pedro                     |
| Myrian Rios             | Nina Fernandes            |
| Stênio Garcia           | Padre Leonardo            |
| Tônia Carrero           | Gilda Soares              |
| Jorge Dória             | Sandoval Fernandes        |
| Marlene                 | Maíra                     |
| Pepita Rodrigues        | Carmem                    |
| Stepan Nercessian       | Francisco (Chico)         |
| Simone Carvalho         | Cíntia Camargo            |
| Osmar Prado             | Alfredo                   |
| Isabel Ribeiro          | Laura                     |
| Ivan de Albuquerque     | Inácio Camargo (Camargo)  |
| Yara Amaral             | Maria Helena              |
| Walmor Chagas           | Alexandre (Alex)          |
| Kátia D'Angelo          | Sandra Camargo            |
| Buza Ferraz             | Bruno Fernandes           |
| Liza Vieira             | Suzana (Suzi)             |
| Daniel Dantas           | Ivo                       |
| Cristina Aché           | Tereza Macedo             |
| Ariel Coelho            | Floriano                  |
| Nelson Dantas           | Celso                     |
| Aracy Cardoso           | Anita                     |
| Milton Moraes           | Roberto                   |
| Cleyde Blota            | Isabel                    |
| Ivan Mesquita           | seu Macedo                |
| Ney Santanna            | Cláudio                   |
| Zaira Zambelli          | Selma                     |
| Gilda Guilhon           | Cristina Macedo (Tininha) |
| Haroldo Botta           | Alberto (Beto)            |
| Ísis de Oliveira        | Regina (Gina)             |
| Antônio Patiño          | Rogério Gusmão            |
| Yolanda Cardoso         | Lola                      |
| Older Cazarré           | Pernilongo (Pepê)         |
| Élida L'Astorina        | Charlene                  |
| Cláudio Savietto        | Dick Peterson             |
| Carlos Alberto Baía     | Frank                     |
| Júlio César Vieira      | Silvio Soares (Silvinho)  |
| Rosana Garcia           | Loreta Soares             |
| Isabela Garcia          | Marina                    |
| Fernando Ramos da Silva | Pingo                     |

### Participações especiais
| Interprete     | Personagem                                                  |
| -------------- | ----------------------------------------------------------- |
| Berenice Nerey | Adalgisa, amiga de Suzana                                   |
| Budy           | Músico de rua que se torna amigo de Pedro                   |
| Cláudia Lira   | Funcionária de Gilda                                        |
| Dirce Prieto   | Amante de Túlio                                             |
| Germano Filho  | Belizário, vizinho de Roberto e Isabel                      |
| Hemílcio Fróes | Dr. França, psicólogo de Laura                              |
| Mayara Norbim  | Márcia, amiga de Loreta                                     |
| Mira Palheta   | Mira Coelho, socialite amiga de Gilda e Maria Helena        |
| Monique Evans  | Funcionária de Gilda                                        |
| Renato Pupo    | Padre, amigo de Padre Leonardo                              |
| Ricardo Wanick | Túlio                                                       |
| Roberto Carlos | Ele mesmo                                                   |
| Roberto Lopes  | Freitas, capanga e comparsa de Roberto em seus contrabandos |
| Ronnie Von     | Ele mesmo                                                   |
| Vanusa         | Ela mesma                                                   |
| Wilma Dias     | Funcionária de Gilda                                        |

## Produção

### Contras da trama
O roteiro e a produção de O Amor é Nosso! foram marcados por uma série de dificuldades. A ideia principal da novela era abordar as reais aspirações e dúvidas do jovem dos anos 80, sem vê-lo apenas como um potencial consumidor, além de trazer à tona novos conceitos sobre a Igreja Católica, por meio do revolucionário padre Leonardo, vivido por Stênio Garcia. Essa ideia era do psiquiatra Roberto Freire mas ele fez questão de dividir sua autoria com Wilson Aguiar Filho. Na época do lançamento da novela, Roberto explicou: "A novela começou sendo minha, com a colaboração do Wilson. Hoje, gostaria que fosse vista como um trabalho de coautoria mesmo, porque estamos contribuindo igualmente para o desenvolvimento da história. Não seria justo colocar que ela é só minha. Não é. É meio a meio mesmo". E Wilson completou contando como era feito o trabalho de dupla: "Estruturamos os capítulos juntos, idealizando cena por cena, com tudo que irá acontecer. Depois, distribuímos as cenas, sem qualquer critério, e cada um escreve a parte que lhe coube. (...) Neste processo, a parte mais difícil é a estruturação, porque toma mais tempo. No momento, procuramos criar um estilo comum".
Na criação de muitas tramas em O Amor É Nosso!, os dois autores mostraram uma preocupação com o jovem: "Vamos ver se desenvolvemos, basicamente, o comportamento do jovem de hoje. Que tipo de amor é esse que existe na juventude, que propostas ela traz? Evidente que tudo isso dentro dos limites do horário e da televisão. São situações muito críticas e muito novas, que precisam ser tratadas de maneira correta". Entretanto, tudo não passou de um emaranhado de histórias e um excesso de personagens sem função que afastaram cada vez mais o telespectador da novela, mesmo com ela contando com grandes nomes como Tônia Carrero, Jorge Dória, Walmor Chagas, Isabel Ribeiro, Milton Moraes, dentre outros.
Exatamente na metade da novela, em uma situação emergencial, Walther Negrão assumiu o lugar dos autores originais. Cogitou-se, na época, que seria usada a mesma técnica de Janete Clair em Anastácia, a Mulher Sem Destino, de 1967: uma tragédia levaria boa parte do elenco, que seria renovado a partir de uma nova história. Pensou-se num acidente de ônibus que eliminaria alguns personagens porém não foi necessário. "Como peguei a novela exatamente na metade, achei melhor encerrar algumas tramas propostas pelos outros autores para poder desenvolver a minha. Assim, alguns personagens ligados ao lado policial da novela vão desaparecer, porque pretendo destacar o lado romântico da história. Mas não haverá o ônibus da morte", disse Walther, em entrevista à Folha de S. Paulo. Também Carlos Zara, que havia encerrado sua participação em Baila Comigo, novela das oito da época, foi chamado para auxiliar Gonzaga Blota na direção da trama a partir do capítulo 114.
A chegada de Walther Negrão ao roteiro e, posteriormente, de Carlos Zara à direção, melhorou a fluidez do folhetim. Prevista para terminar em dezembro de 1981, a trama foi encurtada, encerrando-se em outubro e com 155 capítulos.
O Amor É Nosso! ainda enfrentou problemas com a censura da ditadura militar vigente no país naquela época. Em depoimento, o diretor artístico Jorge Fernando conta que os diretores se reuniam e montavam um capítulo para os censores. As cenas que não ficavam prontas eram gravadas de improviso, apenas para constarem no capítulo e terem o conteúdo aprovado pela Censura Federal.
Um funcionário do Centro de Documentação da Globo (CEDOC) teria declarado à imprensa que, supostamente, no início dos anos 2000, a telenovela foi descartada dos arquivos da emissora. A produção não foi exibida em qualquer outro país - nem ao menos em Portugal, que assiste às tramas brasileiras desde 1977 - e foram raros os trechos exibidos pelo Vídeo Show. Só restariam no arquivo da TV Globo algumas chamadas, teasers e a abertura sem os créditos, veiculada pelo Fantástico na véspera da estreia. Tal tese foi confirmada 23 anos depois pelo diretor do Globoplay e dos Canais Globo, Erick Bretas, ao responder a um seguidor no Twitter que a TV Globo não possuía mais os acervos da trama, o que tornaria impossível um resgate da mesma na plataforma, que havia iniciado em 2020 e muito menos uma reapresentação no canal por assinatura Viva.
O crítico Artur da Távola definiu, no jornal O Globo de 25 de outubro de 1981, um dia após a reapresentação do último capítulo da trama: "Muito difícil fazer um balanço crítico de O Amor É Nosso!. Diante de tantas alterações, impossível analisar a obra. Não há obra. A novela acabou descosida, diferente, desossada, embora de certa forma divertida. Mas morrerá sem deixar saudades (...) A novela ficará como essas pessoas que morrem jovens: partem cheias de promessas e esperanças do que poderiam ter sido, se tivessem vindo a ser.

### Lost media
Em 30 de janeiro de 2024, um usuário intitulado Videoteca do Jota publicou em seu canal do YouTube trechos dos capítulos 81 e 155 da novela, mas em um estado de conservação razoável. No 81, estava um trecho de uma tensa conversa entre as personagens Gilda (Tônia Carrero) e Roberto (Milton Moraes) e no último capítulo incluía um show do protagonista Pedro (Fábio Jr.) e o seu reencontro com Duda (Myrian Rios), terminando com uma reconciliação e um beijo entre os dois, além de uma viagem, com a gravação se encerrando ali.
Logo depois, mais trechos inéditos da novela foram encontrados e disponibilizados no YouTube, inclusive cenas da atriz e cantora Marlene, que havia feito uma participação especial na época. Durante uma matéria exclusiva publicada no blog da jornalista Heloísa Tolipan, um dos fãs da artista citada revelou que possuía a íntegra de todos os 155 capítulos da trama em fitas Betamax, incluindo vinhetas de intervalo, abertura e as famosas cenas dos próximos capítulos que antecediam os créditos finais, mas por conta da umidade do tempo, o conteúdo acabou se degradando, mas boa parte dos quadros foram mantidos, porém, em estado de conservação razoável, o que inclui as imagens esverdeadas ao invés de colorida, já que o leitor das fitas Betamax gerava imagens em preto e branco. O fã de Marlene inclusive cedeu as cópias para a TV Globo com o objetivo de auxiliar na produção de matérias jornalísticas.

## Trilha sonora

### Nacional
Fontes
Capa: Fábio Júnior
| N.º | Título                  | Música            | Personagem              | Duração |  |
| 1.  | "Bem Simples"           | Roupa Nova        | Ivo                     |         |  |
| 2.  | "O Maior Mistério"      | Renato Teixeira   | Padre Leonardo          |         |  |
| 3.  | "Jogada Pelo Mundo"     | Gal Costa         | Carmem                  |         |  |
| 4.  | "Sentinela"             | Milton Nascimento | Padre Leonardo e Cíntia |         |  |
| 5.  | "Rochedo"               | Beth Carvalho     | Maria Helena e Alex     |         |  |
| 6.  | "Bons Amigos"           | Kátia             | Nina                    |         |  |
| 7.  | "Eu Me Rendo"           | Fábio Júnior      | Abertura                |         |  |
| 9.  | "Abre Coração"          | Jim Capaldi       | Pedro e Nina            |         |  |
| 10. | "Pra Ser o Sol"         | A Cor do Som      | Tininha                 |         |  |
| 11. | "Eu Voltei"             | Cláudia Telles    | Laura                   |         |  |
| 12. | "Tesouros da Juventude" | Lulu Santos       | Núcleo da República     |         |  |
| 13. | "Golpe de Amor"         | Joyce             | Gilda                   |         |  |
| 14. | "Como Posso Esquecer"   | Aquarius          | Geral                   |         |  |

### Internacional
Fonte
Capa: logotipo da novela
| N.º | Título                         | Música            | Personagem               | Duração |  |
| 1.  | "Sunshine On My Shoulders"     | John Denver       | Pedro e Nina             |         |  |
| 2.  | "No Tears Tomorrow"            | Lonnie Smith      | Roberto e Isabel         |         |  |
| 3.  | "How Do You Say Goodbye"       | Ted Baryson       | Gina                     |         |  |
| 4.  | "The Best Of Times"            | Styx              | Sandra                   |         |  |
| 5.  | "Is Something Wrong With You?" | Bobby Thurston    | Sandoval                 |         |  |
| 6.  | "Good Thing Going"             | Sugar Minott      | Charlene e Dick Peterson |         |  |
| 7.  | "Unchain My Heart"             | Don Potter        | Alfredo                  |         |  |
| 8.  | "Ancora"                       | Eduardo Crescenzo | Gilda                    |         |  |
| 9.  | "Nowhere To Hide"              | Voyage            | Maíra                    |         |  |
| 10. | "Seguiré Mi Camiño"            | Julio Iglesias    | Carmem                   |         |  |
| 11. | "Welcome Home"                 | Corelia           | Bruno                    |         |  |
| 12. | "You're Breaking My Heart"     | Niteflyte         | Chico                    |         |  |
| 13. | "I Spy"                        | Savannah          | Geral                    |         |  |
| 14. | "Peace And Love"               | Steve McLean      | Ivo e Tereza             |         |  |